# Cristoforo Caresana
Cristoforo Caresana (* um 1640 in Venedig; † 13. September 1709 in Neapel) war ein italienischer Komponist, Organist und Sänger des Barocks.

## Leben
Nachdem Caresana in Venedig unter Pietro Andrea Ziani studiert hatte, zog er 1658 nach Neapel, wo er bis zu seinem Tod lebte. Dort war er zuerst in der Theater- und Operngesellschaft Feblarmonici tätig, die das erste Melodrama in Neapel aufführte. Von 1659 bis 1706 war er Mitglied der Congregazione dell'Oratorio. 1659 wurde er als Tenorsänger der Hofkapelle engagiert und wurde 1667 dort Organist, eine Stellung, die er 1702 innehatte und von der er 1704 in den Ruhestand trat. Von 1688 bis 1699 war er Kapellmeister des Conservatorio S. Onofrio und 1699 folgte er Francesco Provenzale als Maestro del Tesoro di San Gennaro.

## Werke (Auswahl)
Cristoforo Caresana komponierte bis zu seinem Tod für verschiedene neapolitanische Institutionen und Anlässe. Sein kompositorisches Schaffen umfasst zahlreiche Kantaten, vor allem für die Weihnachtszeit. Seine Vokalübungen fanden weite Verbreitung und wurde 1819 vom Pariser Konservatorium 1819 nachgedruckt. Er komponierte zehn Messen für fünf bis neun Stimmen mit Instrumenten, 33 Lectiones, drei Vertonungen der Komplet, sechzehn Vertonung des Magnificat für vier bis acht Stimmen einige mit Instrumenten, acht Antiphone, siebzehn Litaneien, ein Resposorium à 4, 67 Psalmvertonungen für vier bis neun Stimmen, davon einige mit Instrumenten, um die 130 Motetten, 32 Hymnen, zu drei bis fünf Stimmen 47 Soloarien und -kantaten und 37 Kantaten für zwei und mehr Stimmen. Daneben zwischen 1677 und 1687 elf Madrigale zu 3 bis 5 Stimmen. Die Biblioteca dei Oratoriana dei Gerolamini in Neapel besitzt einen großen Teil des musikalischen Nachlasses.
- Le avventure di una fede, Oratorium[3]
- Il sacro conclave nel seno di Maria, Oratorium[3]
- La battaglia spirituale, Oratorium[3]
- Missa defunctorum in funeribus Alexandri pape VII à 8 voci con Istrumenti, 1667[3]
- Messa à 16 voci, divisi in 4 chori, con Istrumenti, 1670 RISM ID: 840011386
- Dixit à 16 con Istrumenti, 1670 RISM ID: 840011392
- Confitebor à 16 Voci, 1670 RISM ID: 840011393
- Laudate à 16 voci con istrumenti, 1670 RISM ID: 840011394
- Magnificat d-moll à 16 voci con Istrumenti, 1670 RISM ID: 840011395
- Beatus à 5 con Istrumenti. 1670 RISM ID: 840011396
- Sonata à 8, Februar 1671 RISM ID: 840011397
- Duo [Duette] op. 1, Libro 1 und Libro 2, 1681 gedruckt bei Novello de Bonis, Neapel (Digitalisat der Library of Congress) RISM ID: 990008800
- Duo op. 2, Libro 1 und Libro 2, Luigi Emanuele Pinto, 1693 gedruckt bei Novello de Bonis, Neapel RISM ID: 990008802
- Motetti a due, a tre, & a quattro voci op. 3, 1700 gedruckt bei Novello de Bonis, Neapel RISM ID: 990008803
- Missa a 8 voci e strumenti "exultet orbis gaudiis", Oktober 1708 RISM ID: 840011374
- „La Caccia del Toro“ a 5 voci e strumenti
- „La Tarantella“ a 5
- „La Pastorale“ a 5 voci e strumenti
- „La Vittoria dell' Infante“ a 6 voci e strumenti
- Hymne, „Pangamus Nerio debita cantica“